# Copestylum variegatum
Copestylum variegatum är en tvåvingeart som först beskrevs av Jacques-Marie-Frangile Bigot 1875.  Copestylum variegatum ingår i släktet Copestylum och familjen blomflugor. Inga underarter finns listade i Catalogue of Life.